# Lestremia palikuensis
Lestremia palikuensis är en tvåvingeart som beskrevs av Hardy 1960. Lestremia palikuensis ingår i släktet Lestremia och familjen gallmyggor. Inga underarter finns listade i Catalogue of Life.